# Австралия в песенния конкурс Евровизия
Австралия е участвала в конкурса за песен на Евровизия осем пъти от дебюта си през 2015, втората страна извън региона на Евразия, която участва в конкурса след Мароко през 1980. Страната е била в челната десетка пет пъти, като най-добрият им резултат е второто място за Dami Im през 2016, следван от Гай Себастиан, завършил пети през 2015 г., и Исая, Кейт Милър-Хайдке и Вояджър, завършили девети през 2017, 2019 и съответно 2023
Първоначално участието на Австралия в конкурса през 2015 г. е настроено да бъде еднократно събитие, като планът е да участеа отново през следващата година. Участието на Австралия в конкурса е потвърдено от Европейския съюз за радио и телевизия (EBU) и Специалната служба за радио и телевизия (SBS) до 2023 г.
Конкурсът привлича значително голяма аудитория за SBS и има широка и активна национална база от фенове. Поради часовите разлики с европейските градове домакини, събитието обикновено се излъчва в 05:00 ч. Австралийско източно стандартно време (AEST).

## История

### 2010 – 2014
От 2010 г. до 2014 г. SBS позволява на австралийските зрители да участват в собственото си гласуване на финала. Тези гласове не се броят на същинското състезание и не повлияват на общия резултат. Коментаторският екип на SBS и австралийската делегация бяха наградени със собствена коментаторска кабина на конкурса през 2012 г. в Баку . Оттогава всяка година им се предоставя коментаторска кабина.
Първото участие на Австралия в международното излъчване на конкурса се състоя на 14 май 2013 г. по време на първия полуфинал в Малмьо, Швеция. Кратко предварително записано видео, озаглавено „Поздрави от Австралия“ (наричано още „Защо Австралия обича Евровизия“), изпратено от SBS и водещо от Джулия Земиро, беше излъчено по време на интервалите. Тази презентация отбеляза 30 години от излъчването на конкурса за песен на Евровизия в Австралия и беше предшествана седмицата преди конкурса от местно излъчен документален филм, също воден от Zemiro, озаглавен The Heart of Eurovision. На 24 март 2014 г. датският телевизионен оператор DR даде разрешение на SBS да участва като интервален акт във втория полуфинал на конкурса 2014 Един ден по-късно, на 25 март, Джесика Маубой беше вътрешно избрана за изпълнение. На 8 май 2014 г. Mauboy изпя песента си "Sea of Flags".

### 2015–до момента: Участие
Special Broadcasting Service (SBS) дебютира в страната на конкурса през 2015 г. с песента „Tonight Again“, изпълнена от Гай Себастиан. Въпреки че Австралия е извън европейската зона за радиоразпръскване, EBU и австрийската домакинска компания ORF решиха да разрешат участие на Австралия в чест на 60-ия конкурс. Специалните обстоятелства около влизането на Австралия и „да не се намалят шансовете“ на участниците в полуфинала накараха организаторите да позволят на Австралия да се състезава директно на финала, без да преминава през полуфинал. В случай, че Австралия спечели състезанието, EBU потвърди, че в съответствие с правилата Австралия няма да бъде, а вместо това ще бъде домакин на състезанието в страна от EBU.
Въпреки че участието на Австралия през 2015 г. беше обявено като еднократно събитие, беше потвърдено на 17 ноември 2015 г., че Австралия ще участва в конкурса през 2016 г. За разлика от 2015 г. Австралия не получава автоматична квалификация. На 7 октомври 2015 г. беше обявено, че Австралия ще направи своя дебют в конкурса за детска песен на Евровизия 2015, след като SBS беше поканен да участва в конкурса. Австралийският представител за конкурса през 2016 г. е Dami Im с нейната песен „Sound of Silence“, която спечели втория полуфинал, преди да завърши на второ място след Украйна.
Австралия продължи участието си в конкурса през 2017 г. след успеха си през предходната година. На 7 март 2017 г. в Paris Cat Jazz Club в Мелбърн SBS обяви бившия победител в X Factor Australia Isaiah Firebrace като представител на Австралия. С песента „Don't Come Easy“ Австралия се класира на 9-то място във финала.
Австралия се състезава в конкурса за 2018 г., избирайки Джесика Маубой за изпълнител, която да представи страната с песента „We Got Love“. Тогава за пръв път Австралия не успява да достигне класиране сред първите десет.
През 2019 г. за първи път австралийските зрители получават възможност да изберат свой представител на Евровизия. Националният финал на „Евровизия – Австралия решава“ се провежда на 9 февруари 2019 г. с гласуване 50/50 между австралийско жури и телегласуване, за да се определи кой ще представлява страната на конкурса през 2019 г. Победителка става Кейт Милър-Хайдке с песента „Zero Gravity“. На състезанието в Тел Авив, Израел, Австралия завърши на 9-то място във финала, след като спечели първия полуфинал.
През 2020 г. SBS обявяват, че ще проведат Национална Селекция „Евровизия – Австралия решава – Голд Коуст 2020“, за да избере свой представител за конкурса. Montaigne с „Don't Break Me“ става победител. След отмяната на конкурса през 2020 г. SBS дава отново шанс на Montaigne да представлява Австралия в конкурса през 2021 г., този път с песента „Technicolor“. За първи път от дебюта си през 2015 г. Австралия не успява да се класира за финала, завършвайки 14-и в първия полуфинал с 28 точки.
Евровизия – Австралия Решава се провежда и през 2022 г. Шоуто се състои на 26 февруари и беше спечелено от Шелдън Райли с песента "Not the Same". На състезанието в Торино, Италия, Австралия завърши на 15-то място във финала със 125 точки, след като завърши на второ място във втория полуфинал с 243 точки.
За конкурса през 2023 г. SBS избрира фрупата Voyager, която завършва на второ място в Евровизия – Австралия решава предходната година да представлява страната с песента „Promise“. Те се класираха за финала, който се състоя на 13 май, и завършиха на девето място със 151 точки.
Участието на Австралия в конкурса е потвърдено от EBU и SBS до 2023 г.

## Преглед на участието
| 1 | Първо място                                                    |
| 2 | Второ място                                                    |
| х | Песента и изпълнителят са избрани, но конкурсът не се е сътоял |

| година | Художник          | Песен              | език | Финал | Точки | Полу | Точки |
| ------ | ----------------- | ------------------ | --- | ----- | --- | ---- | ----- |
| 2015   | Гай Себастиан     | "Tonight Again"    | Английски | 5     | 196\| colspan="2" style="background:#ececec; color:grey; vertical-align:middle; font-size:smaller; text-align:center; " class="table-na" \| Automatically qualified |      |       |
| 2016   | Дами Им           | "Sound of Silence" | Английски | 2     | 511 | 1    | 330   |
| 2017   | Исая              | "Don't Come Easy"  | Английски | 9     | 173 | 6    | 160   |
| 2018   | Джесика Маубой    | "We Got Love"      | Английски | 20    | 99 | 4    | 212   |
| 2019   | Кейт Милър-Хайдке | "Zero Gravity"     | Английски | 9     | 284 | 1    | 261   |
| 2020   | Монтейн           | "Don't Break Me"   | colspan="4" style="background:#ececec; color:grey; vertical-align:middle; font-size:smaller; text-align:center; " class="table-na" \| Contest cancelled X |       | |      |       |
| 2021   | Монтен            | "Technicolour"     | colspan="2" style="background:#ececec; color:grey; vertical-align:middle; font-size:smaller; text-align:center; " class="table-na" \| Failed to qualify   | 14    | 28 |      |       |
| 2022   | Шелдън Райли      | "Not the Same"     | Английски | 15    | 125 | 2    | 243   |
| 2023   | Вояджър           | "Promise"          | Английски | 9     | 151 | 1    | 149   |

## Други награди

### Награди „Mарсел Безенсон“
| година | награда               | Песен              | Композитор(и)                                   | Изпълнител        | Финал | Точки | Град домакин                              | Ref.   |
| ------ | --------------------- | ------------------ | ----------------------------------------------- | ----------------- | ----- | ----- | ----------------------------------------- | ------ |
| 2016   | Награда за композитор | "Sounf of Silence" | Антъни Егизии, Дейвид Мусумечи                  | Дами Им           | 2     | 511   | Шаблон:Данни страна Sweden</img> Стокхолм | [ 24 ] |
| 2019   | Артистична награда    | "Zero Gravity"     | Кейт Милър-Хайдке, Кийр Нутал, Джулиан Хамилтън | Кейт Милър-Хайдке | 9     | 284   | Шаблон:Данни страна Israel</img> Тел Авив | [ 25 ] |